# جبل صالح سعيد

تعديل مصدري - تعديل

قرية جبل صالح سعيد

هي إحدى قرى عزلة الجبوب الواقعة ضمن مديرية كسمة التابعة لمحافظة ريمة، بلغ تعداد سكانها (1210) نسمة حسب تعداد اليمن لعام 2004.

## المحلات التابعة للقرية
- شرف ساف
- رحومه
- الجرين
- حمره
- السيف
- ايسه
- المربض
- باب الشرج
- تولق
- الجبل
- جبل خضرب
- الرقع
- حبصه
- الشمعات
- الجرحى
- كرف

## روابط خارجية
- الدليل الشامــل